# Lukáš Kužel
Lukáš Kužel (* 22. července 1991, Kladno) je profesionální český hokejista. Vystudoval SOU a SOŠ, Kladno. Hraje za HC Kladno, coby obránce.